# Hamburg (Illinois)
Hamburg és una vila dels Estats Units a l'estat d'Illinois. Segons el cens del 2000 tenia 126 habitants.

## Demografia
Segons el cens del 2000, Hamburg tenia 126 habitants, 60 habitatges, i 39 famílies. La densitat de població era de 93,6 habitants/km².
Dels 60 habitatges en un 25% hi vivien nens de menys de 18 anys, en un 51,7% hi vivien parelles casades, en un 8,3% dones solteres, i en un 35% no eren unitats familiars. En el 35% dels habitatges hi vivien persones soles el 16,7% de les quals corresponia a persones de 65 anys o més que vivien soles. El nombre mitjà de persones vivint en cada habitatge era de 2,1 i el nombre mitjà de persones que vivien en cada família era de 2,62.
Per edats la població es repartia de la següent manera: un 19,8% tenia menys de 18 anys, un 4% entre 18 i 24, un 21,4% entre 25 i 44, un 25,4% de 45 a 60 i un 29,4% 65 anys o més.
L'edat mediana era de 48 anys. Per cada 100 dones de 18 o més anys hi havia 98 homes.
La renda mediana per habitatge era de 31.250 $ i la renda mediana per família de 43.125 $. Els homes tenien una renda mediana de 41.875 $ mentre que les dones 18.750 $. La renda per capita de la població era de 17.290 $. Aproximadament l'1,9% de les famílies i el 2,2% de la població estaven per davall del llindar de pobresa.

## Poblacions properes
El següent diagrama mostra les poblacions més properes.